# Calhoun (Georgia)
Calhoun – miasto w hrabstwie Gordon w Georgii w Stanach Zjednoczonych. Według spisu w 2020 roku liczy 16,9 tys. mieszkańców. 

## Geografia
Calhoun znajduje się wzdłuż autostrady międzystanowej 75, około 110 km na północ od Atlanty i 80 km na południe od Chattanoogi w Tennessee.

## Zabytki
- New Echota - pierwsza stolica Czirokezów

## Znani mieszkańcy
- Roland Hayes (1887–1977), muzyk uczęszczał do szkoły w Calhoun.
- Cosby Smith Hubbard (1889–1963), kongresmen Georgii i pedagog.
- Stand Watie (1806–1871), Czirokez i generał Konfederacji.
- Sekwoja (ok. 1767–1843), Czirokez, jubiler i językoznawca, twórca pisma sylabicznego.
- Darwin Lom (ur. 1997), gwatemalski piłkarz.
- McCartney Kessler (ur. 1999), amerykańska tenisistka